# Myoprocta pratti
Myoprocta pratti är en gnagare i släktet svansagutier som förekommer i Amazonområdet från Andernas östra sluttningar till Amazonflodens mynning.
Enligt en studie från 2001 av Voss et al. bör taxonet i framtiden delas i flera arter.

## Utseende
Arten blir med svans 29,8 till 38,3 cm lång och den väger 0,8 till 1,2 kg. Svansen är kort men den är längre än hos de egentliga agutierna (Dasyprocta). Kännetecknande är dessutom långa smala extremiteter och korta öron. Myoprocta pratti har bara tre tår vid bakfötterna med klor som påminner om hovar i utseende. Vid framtassarna kan bara tre fingrar användas. Det fjärde fingret som liknar en tumme är en polydaktyli. Pälsen på ryggen bildas av hår med gula och svarta band vad som ger den en olivgrön utseende. Undersidan är täckt av blek orange päls som blir nästan vit på strupen, bröstet och bukens mitt. Flera individer har gulaktiga streck bakom öronen som kan vara orange hos populationer som lever i Anderna.

## Utbredning och habitat
Utbredningsområdet sträcker sig från centrala Colombia, centrala Ecuador och nordöstra Peru till den brasilianska delstaten Pará. Arten lever främst i låglandet och den når i Anderna 2400 meter över havet. Habitatet utgörs av regnskogen samt av andra skogar med tät undervegetation. Myoprocta pratti hittas ofta nära vattendrag eller träsk.

## Ekologi
Boet är en enkel hålighet i marken eller i lövskiktet som grävs själv. Det kan även vara ett naturligt hålrum under trädrötter eller ett näste som skapades av ett annat djur. Individer som hölls i fångenskap bildade små flockar med en hierarki. För att uppnå en bättre rankning biter de ibland varandra. Den svagare individen visar sin lydnad med skrik eller genom att spela död.  Dominanta hanar sätter doftmärken på sina flockmedlemmar. När Myoprocta pratti upptäcker ett hot trampar den med foten på marken. Sedan skapar andra individer samma varningsljudet tills alla flockmedlemmar känner faran.
Denna gnagare äter olika växtdelar som rötter, frukter, nötter och frön. Födan undersöks noga för att undvika giftiga ämnen. Arten skapar flera gömmor i reviret och gräver födan senare fram. Mjuka växtdelar äts vanligen direkt.
Honor kan vara brunstiga under alla årstider men de flesta ungar föds mellan januari och juni. När honan är parningsberedd bildas monogama par. Efter cirka 99 dagar dräktighet föds en eller två ungar. De är vid födelsen bra utvecklade, har öppna ögon och kan göra kortare utflykter efter ungefär två dagar. Ungarna börjar redan under första levnadsveckan med fast föda. Cirka 6 till 8 veckor efter födelsen slutar honan helt med digivning. Ungarna diar sin mor alltid i boet. Hos individer i fångenskap dokumenterades honor som ammade främmande ungar.
Livslängden är okänd men den andra arten i samma släkte kan leva 10 år i fångenskap.